# Давка во время Хаджа (1998)
В давке во время Хаджа в Мекке, произошедшей на мосте Джамарат 9 апреля 1998 года, по данным официального пресс агентства Саудовской Аравии погибло 107 паломников. Однако официальные лица Саудовской Аравии сообщали о более 150 жертвах. Давка произошла во время побивания камнями шайтана.